# 支河镇
支河镇，原为支河乡，是中华人民共和国安徽省宿州市埇桥区下辖的一个乡镇级行政单位。2022年5月撤乡设镇。

## 行政区划
支河镇下辖以下地区：
城孜村、路湖村、赵楼村、团结村、湾里村、曹庄村、徐桥村、鸭湖村、方河村和王塘村。